# Hoplitis albopilosa
Hoplitis albopilosa är en biart som beskrevs av Wu 1987. Hoplitis albopilosa ingår i släktet gnagbin, och familjen buksamlarbin. Inga underarter finns listade i Catalogue of Life.